# سقوط حر (مسلسل)
سقوط حر هو مسلسل مصري درامي أنتج في عام 2016، وقد تم تجهيزه ليكون ضمن مسلسلات شهر رمضان 1437، المسلسل من بطولة نيللي كريم، أحمد وفيق، فريال يوسف ومحمد فراج. ويروي المسلسل قصة امرأة مضطربة نفسيا ومتهمة بجريمة قتل زوجها وأختها، وعلى إثر ذلك تم إدخالها لمصحة نفسية لكي تتلقى العلاج ليتم بعد ذلك ظهور أحداث درامية جديدة.

## عن القصة
تدور أحداث المسلسل عن امرأة مضطربة نفسيا ومتهمة بجريمة قتل زوجها وشقيقتها، بحيث تجدها الشرطة ملتبسة في مسرح الجريمة وبيدها أداة الفعل الإجرامي، فتم القبض عليها ولكنها في نفس الوقت لا تدري ما يجري من حولها بحيث أنها لا تنطق أو تتكلم، فقررت المحكمة إدخالها لمستشفى نفسي لتلقى العلاج، ولكنها ستتعرض لمشاكل أكثر في هذه المصحة مما سيعيق علاجها، وتستمر الأحداث حتى يتم كشف حيثيات مقتل زوجها وشقيقتها.